# 胡思虞
胡思虞（？—？），浙江昌化（今浙江临安）人，是一名清朝政治人物。拔贡出身。
胡思虞曾于1661年接替田绍前任娄县知县一职，1663年由张顾恒接任。